# Израиль на летних Олимпийских играх 1984
Израиль принимал участие в Летних Олимпийских играх 1984 года в Лос-Анджелесе (США) в восьмой раз за свою историю, пропустив Летние Олимпийские игры 1980 года, но не завоевал ни одной медали. Сборная страны состояла из 32 спортсменов (24 мужчины,  8 женщин), которые приняли участие в соревнованиях по лёгкой атлетике, тяжёлой атлетике, боксу, гребле на байдарках и каноэ, фехтованию, спортивной гимнастике, художественной гимнастике, дзюдо, парусному спорту, стрельбе и плаванию.